# Gare de Woodlesford
La gare de Woodlesford est une gare ferroviaire du Royaume-Uni, située dans le village de Woodlesford dans le Yorkshire de l'Ouest en Angleterre. 
Les services à partir de Woodlesford sont opérés par Northern Rail.